# Biblia Platense

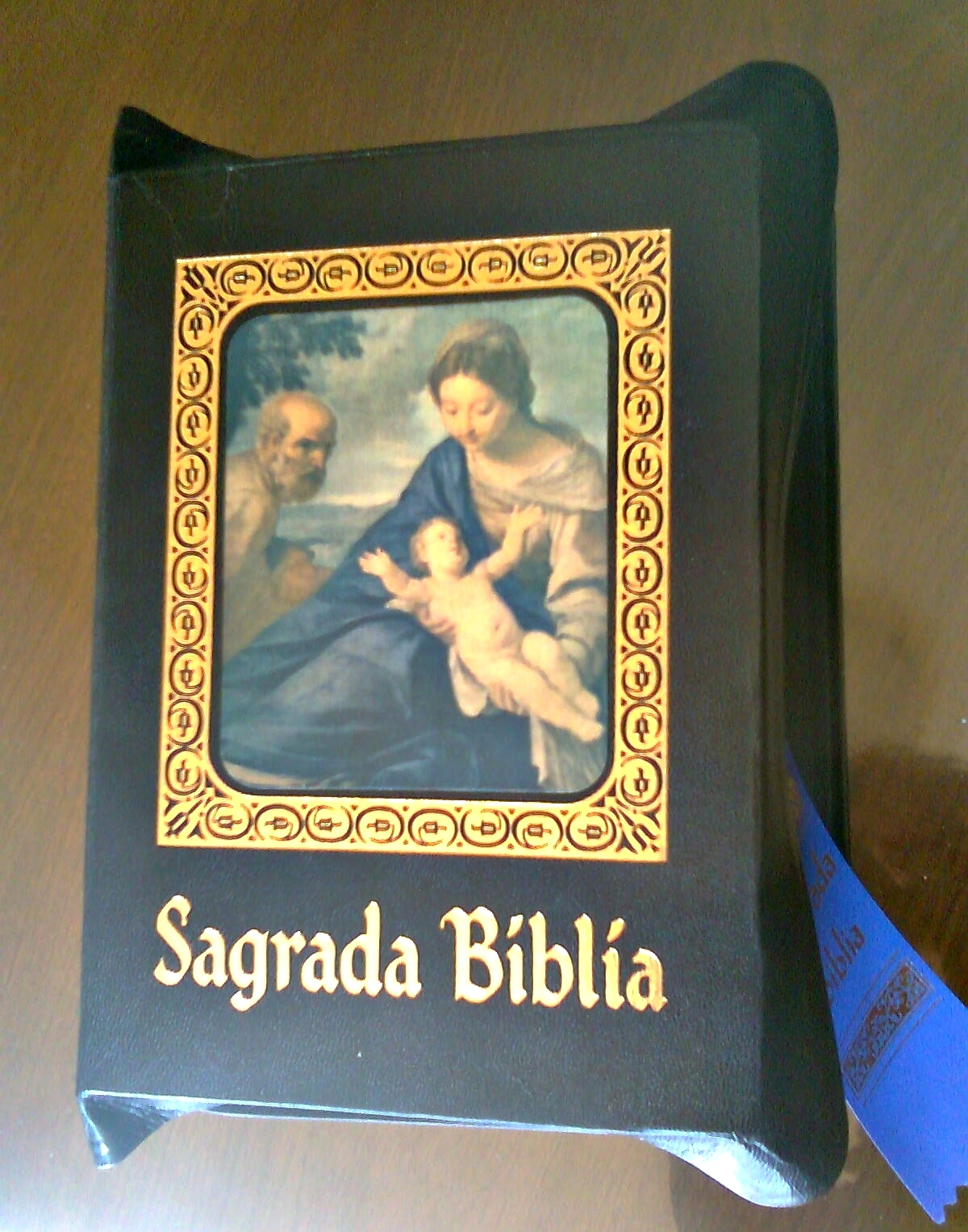
Одно из изданий Biblia Platense

Biblia Platense, другой вариант наименования — Biblia Comentada (Библия с комментариями) — один из переводов Библии на испанском языке, сделанный немецким католическим священником, экзегетом Йоганнесом Штраубингером во время его проживания в Аргентине. Наименование «Platense» происходит от названия аргентинского города Ла-Плата, где в 1951 году вышло первое издание этой Библии. Перевод Штраубингера является первым полным католическим переводом Библии, сделанным в Латинской Америке. В своём предисловии в первом издании Йоганнес Штраубингер признаёт испанский перевод под названием «Библия Юнемана» (Biblia de Jünemann), который был издан в Чили в 1928 году, более старым, тем не менее, в Biblia Platense впервые в Латинской Америке при переводе был использован масоретский текст.

## История
Перевод Библии сделал католический священник Йоганнес Штраубингер, который был одним из переводчиков и редакторов энциклики Пия XI «Mit brennender Sorge», вышедшей в 1937 году. В этой энциклике Пий XI осуждал нацизм в Третьем Рейхе. После провозглашения этой энциклики  в католических приходах в марте 1937 года Йоганнес Штраубингер бежал от преследований в Швейцарию и потом — в Аргентину, где с 1938 года проживал в городе Сан-Сальвадор-де-Жужуй и позднее — в Ла-Плате. В 1951 году Йоганнес Штраубингер возвратился в Германию.
Будучи в Аргентине, Йоганнес Штраубингер занимался изданием журнала по библеистике «Revista Bíblica» и переводом Библии на испанский язык.
Йоганнес Штраубингер сотрудничал с аргентинским священником Хуаном Карлосом Рутой (Juan Carlos Ruta), которому он предоставил право свободной редакции своего перевода. При переводе Нового Завета был использован греческий «Textus Receptus» и критическое издание Мерка.
Первое издание части Нового Завета с 186 иллюстрациями вышло из печати в Ла-Плате в сентябре 1944 года в издательстве «Pía Sociedad de San Pablo, Peuser». Предисловие к этому изданию написал кардинал Сантьяго Луис Копельо. Первое издание было представлено во время IV аргентинского Национального евхаристического конгресса. В 1945 году были изданы Деяния святых апостолов. К 1948 году Йоганнес Штраубингер перевёл весь Новый Завет, который был опубликован издательством «Desclée de Brouwer».
В переводе Ветхого Завета Йоганнес Штраубингер использовал масоретский текст, за исключением второканонических книг, при переводе которых он использовал Вульгату. При переводе он также ссылался на испанский перевод Библии «Nácar-Colunga y Bóver — Cantera», который сделали в 1944 году доминиканец Альберто Колунга Куэто и священник, член Папской библейской комиссии Элоино Насар Фустер.

## Издания
- Sagrada Biblia, 1958, 1969, 1972, 1974 (Чикаго)
- La Santa Biblia, 1991, Буэнос-Айрес
- La Santa Biblia, 2007, Ла-Плата, издание Католического университета в Ла-Плате